# José María Giménez
Artikeln följer den spanska namnseden; faderns efternamn är Giménez och moderns efternamn De Vargas.
José María Giménez de Vargas , född 20 januari 1995 i Toledo, Canelones, är en uruguayansk fotbollsspelare. Han spelar för den spanska klubben Atlético Madrid.

## Karriär i klubblag
Giménez började spela fotboll i ungdomslaget CCSD Toledo Juniors, innan han skrev kontrakt säsongen 2012–13 med Primera División-klubben Danubio. Giménez debuterade i laget den 10 november 2012 i andra halvleken av en match mot Central Español. Veckan därpå, den 17 november, spelade han sin första match mot start, mot River Plate.
Den 25 april 2013 skrev Giménez på ett kontrakt för den spanska La Liga-klubben Atlético Madrid. Han debuterade i laget den 14 september 2013 på Estadio Vicente Calderón mot Almería.

## Karriär i landslag
Giménez deltog i U20-VM 2013 i Turkiet, där laget placerade sig på andra plats, efter en förlust på straffsparksläggning mot Frankrike i finalen. Han deltar i Världsmästerskapet i fotboll 2018 där han i första VM-matchen mot Egypten den 15 juni 2018 gjorde Uruguays första och enda mål i matchen.

## Meriter
- Uruguay
  - U20-världsmästerskapet i fotboll 2013: silvermedaljör

- Atlético Madrid
  - La Liga: 2013–14
  - Supercopa de España 2014